# Lloyd's Register

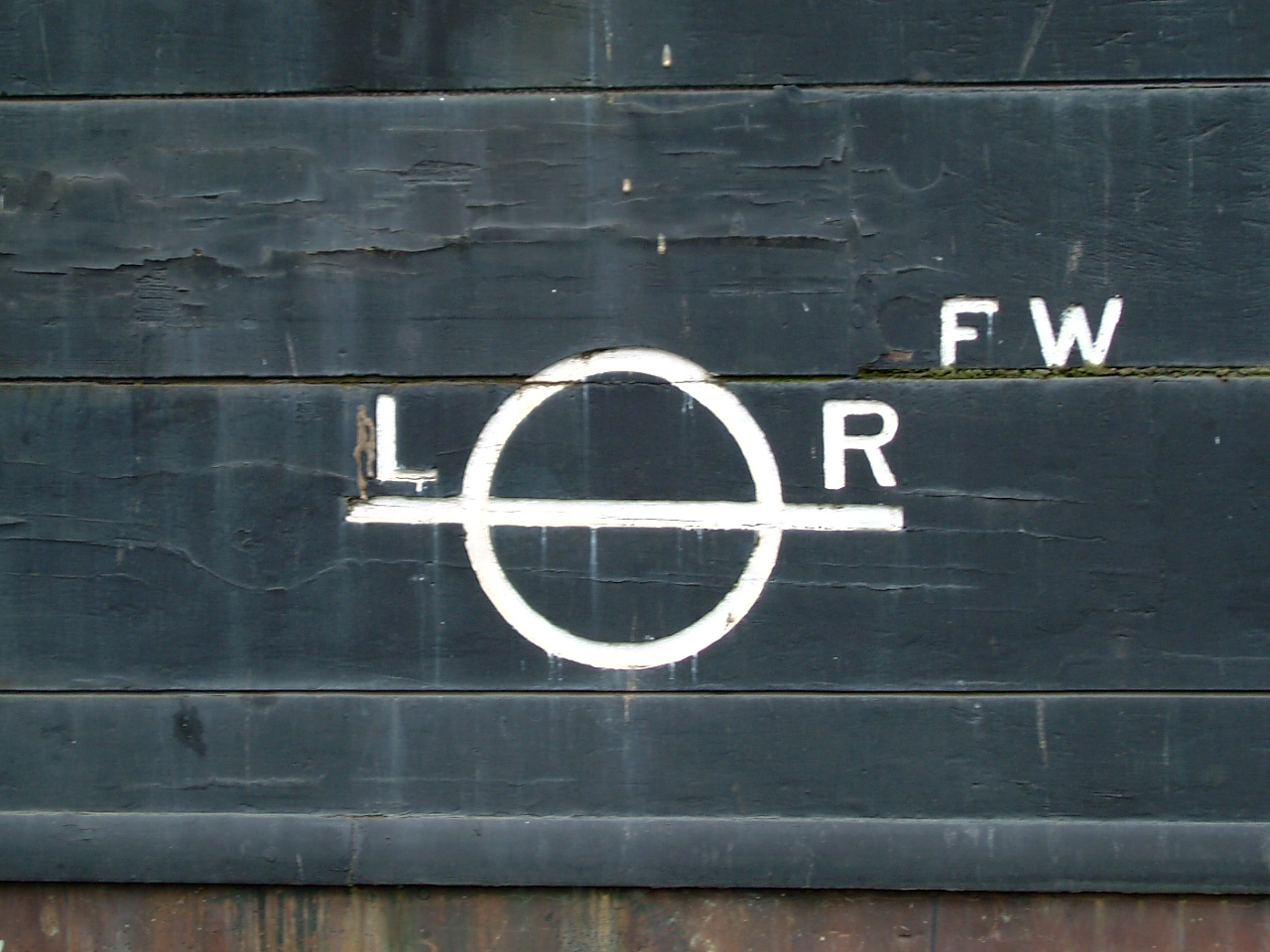
Nákladová značka Lloydova rejstříku na trupu Cutty Sark.

Lloyd's Register Group je námořní klasifikační společnost a nezávislá organizace pro řízení rizika, poskytující hodnocení rizika a služby v náhradách škod a certifikaci systémů řízení. Historicky, jakožto Lloydův lodní rejstřík, to byla organizace námořní plavby. V průběhu 20. století expandovala do olejářského a plynařského průmyslu, zpracovatelského průmyslu, jaderného průmyslu a železnic. Prostřednictvím své 100% dcery LRQA je též významným dodavatelem systémů řízení kvality a certifikátů ISO 9001, ISO 14001 a OHSAS 18001.

## Původ
Podobně jako známá mezinárodní pojišťovací společnost Lloyd's of London, Lloydův rejstřík vděčí za své jméno a vznik Lloydově kavárně v Londýně 17. století, navštěvované hojně kupci, námořními pojišťovateli a dalšími podnikateli v mořeplavbě. Majitel kavárny Edward Lloyd přispíval k vzájemné výměně informací tištěným zpravodajem o všech důležitých novinkách. V roce 1760 utvořili zákazníci kavárny Rejstříkovou společnost. Kromě této historické souvislosti nemá Lloydův rejstřík žádnou spojitost s Lloydovou pojišťovací společností v Londýně.

## Rejstřík
Společnost tiskla první Lodní rejstřík v průběhu roku 1764 k tomu účelu, aby dala jak pojišťovatelům, tak obchodníkům představu o technickém stavu lodí, které pronajímali a pojišťovali: lodní trupy byly klasifikovány písmennou řadou (nejvyšší hodnocení bylo A), lodní výzbroj (stožáry, plachtoví a další výzbroj) se známkovaly číselně (1 jako nejlepší). Nejvyšší zařazení bylo tedy "A1", což se stalo postupně synonymem pro nejvyšší kvalitu, použito poprvé ve vydání rejstříku z r. 1775–76.
Rejstřík, obsahující informace o všech obchodních námořních lodích s vlastním pohonem a výtlakem nad 100 tun, vychází ročně. Plavidlo je u Lloyda zaregistrováno, dokud se nepotopí, neztroskotá, není vyřazeno z provozu nebo sešrotováno.
Rejstřík byl dříve vydáván firmou se zahraniční účastí Lloyd's Register-Fairplay, která vznikla v červenci 2001 spojením Lloyd's Register's Maritime Information Publishing Group a Prime Publications Limited. V r. 2009 prodal Lloyd's svůj podíl firmě IHS.

## Pravidla klasifikace
Lloydův rejstřík poskytuje záruku kvality a certifikaci pro lodě, mimobřežní stavby a pobřežní konstrukce jako je elektrárenská a železniční infrastruktura. Nejznámější je však Lloydův rejstřík klasifikací a certifikací lodí, inspekcemi a schvalováním důležitých součástí a příslušenství, včetně záchranných zařízení, ochrany proti znečištění moří, požární ochrany, navigace, radiokomunikační výstroje, palubního vybavení, lan a kotev.

### Lloydova pravidla pro lodě
Lloydova pravidla pro lodě jsou odvozena ze zásad námořní architektury a námořního strojírenství, a určují bezpečnostní a provozní normy pro obchodní, vojenská i soukromá plavidla na celém světě. Lloydova pravidla pokrývají řadu oblastí, včetně:
- materiálů užitých při stavbě lodě,
- konstrukčních požadavků a minimálních rozměrů v závislosti na typu lodě,
- provozu a údržby hlavního a pomocného strojního vybavení
- provozu a údržby nouzových a ovládacích systémů.

Existují i zvláštní pravidla pro zásobování obchodních lodí, námořních lodí, trimaranů, lodí zvláštního určení a námořních staveb.  loď je takzvaně ve třídě, pokud splňuje všechny minimální požadavky Lloydových pravidel, a jako taková má možnost získat příslušná pojištění. Třída může být lodi odňata, jestliže porušuje kterékoli z pravidel a nevyhovuje minimálním požadavkům stanoveným společností. Za zvláštních okolností může však získat i výjimku od společnosti Lloydova rejstříku. Jakákoli změna na lodi, ať už konstrukčního charakteru nebo ve strojním vybavení, musí být předem schválena Lloydovým rejstříkem.
Lodi jsou pravidelně prohlíženy skupinou Lloydových inspektorů, nejdůležitější prohlídkou je každoroční kontrola Lloydovy nákladové značky. Při ní se zjišťuje, zda nedošlo ke změně vyznačeného ponoru na trupu lodi. Další kontroly se zabývají stavem těsnění poklopů a dveří, bezpečnostních přepážek a ochranného zábradlí. Po skončení inspekce je loď schválena k dalšímu jednoročnímu provozu před další prohlídkou a je jí vystaven certifikát o pravosti nákladové značky.

## Lokalita

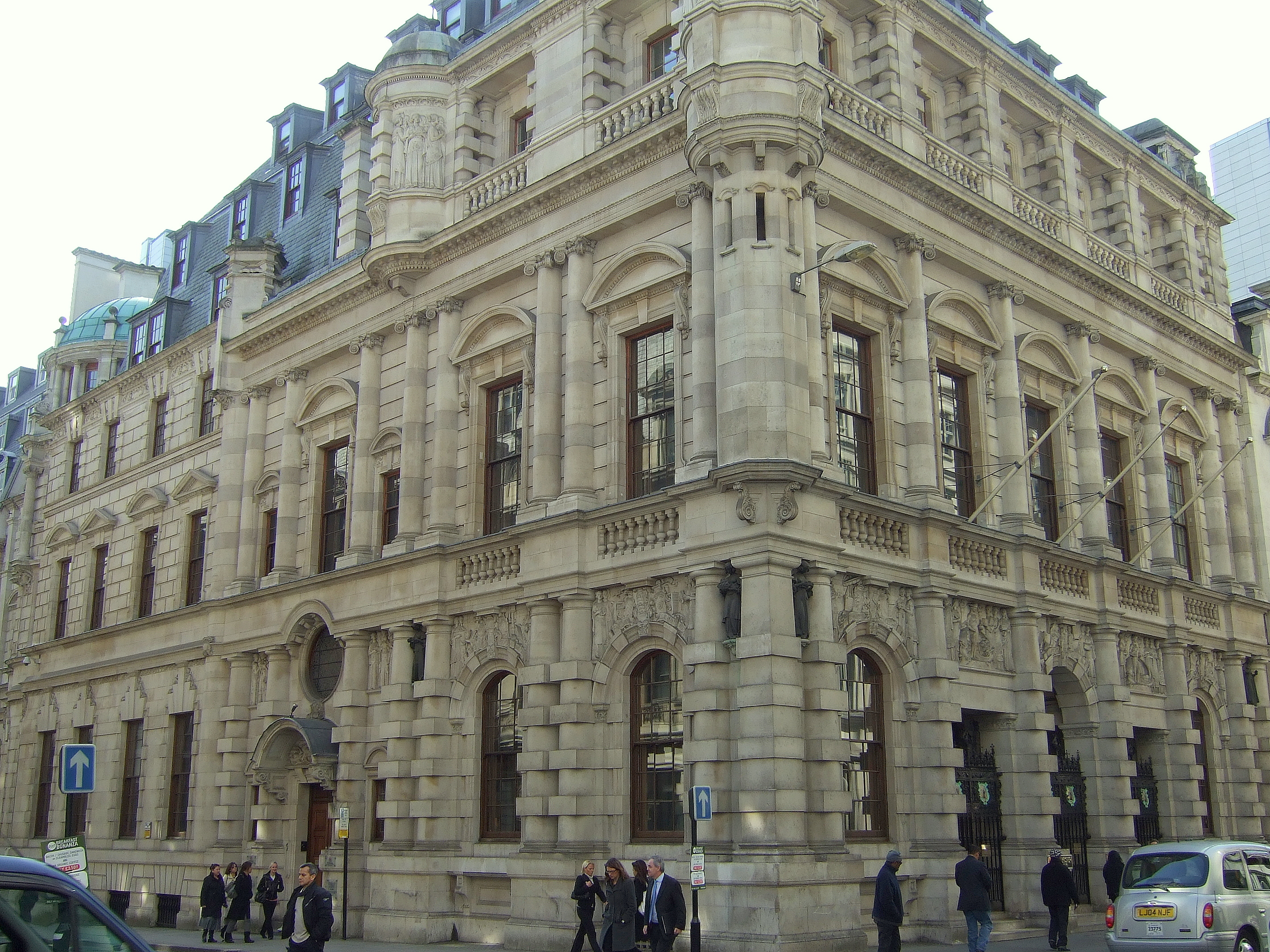
Budova Lloydova rejstříku

Hlavní sídlo Lloydova rejstříku se nachází v Londýně na Fenchurch Street č. 71. Rejstřík má však své kanceláře po celém světě, včetně Hongkongu (Asijská kancelář) a Houston, Texas (Americká kancelář).